# Народно читалище „Напредък – 1869“
Вижте пояснителната страница за други значения на Народно читалище „Напредък“.
Народно читалище „Напредък – 1869“ е културна институция в град Горна Оряховица.

## История
Културната организация е основана през 1869 година, от братята Вичо и Сидер Грънчарови и учителят и първи кмет на Горна Оряховица Радко Радославов. Вичо Грънчаров е основател и първи дарител на читалището. Институцията е имала за цел, да помогне на ученолюбивите младежи, да могат да получат добро образование във висши училища и други учебни заведения, които дават образование на добро ниво. През следващите години започват да се изнасят първите литературни вечери и изнасянето на т.нар. сказки.
ХОР „Славянско единство“ – създаването му през 1894 г. бележи началото на хоровото дело в Горна Оряховица. Първоначално неговото предназначение било да изпълнява предимно църковна музика. Днес в репертоара на хора присъстват произведения от всички музикални стилове и епохи – предкласика, класика, романтизъм, съвременна музика, ортодокс, кантатно-ораториални творби – „Коледна оратория“ – К. Сен-Санс, меси – Шуберт – Сол мажор, Вивалди – „Глория“ и др.
1894 г. – Начало на хоровото дело – първи църковен хор в Горна Оряховица с диригент Борис Пилатов; 1924 г. – Съставът става читалищен, смесен и обогатява репертоара си със светска музика; 1945 г. – Хорът приема името „Славянско единство“, с което се изявява и до днес.
Диригенти: Енчо Филипов, Сава Генев, Петко Кирчев, Иван Бърдаров, проф. Иван Пеев, Добри Балабанов, Христо Андреков, Димитър Русев, Петко Касабов, Кирил Джамбазов. Ръководил повече от 20 години хора, Христо Андреков изпъква като фигурата, допринесла най-много за израстването на състава и разцвета на културния живот на града – под негово ръководство през 1950 и 1959 г. се подготвят и изнасят оперетите „Взаимна любов“ от Сигизмунд Кац и „Мамзел Нитуш“ от Флоримон Ерве.
Новата история на хор „Славянско единство“ се свързва с името на изключителния диригент Донка Копринкова, която води състава от 1965 г. до днес. Безупречният ѝ професионализъм, широката ѝ музикална култура, отдадеността и любовта ѝ към хоровото дело продължават школата на проф. Дим. Русков и проф. Васил Арнаудов и през годините утвърждават името на хора като фактор в национален и международен мащаб. Под ръководството на Донка Копринкова хорът е носител на орден „Кирил и Методий“ II степен, лауреат на всички национални хорови конкурси и фестивали и на 16 международни отличия. Етапни моменти са призовите места от конкурса в Ланголен, Великобритания през 1990 г. и Монтрьо, Швейцария през 1999 г. Донка Копринкова е член на управителния съвет на Българския хоров съюз и почетен гражданин на град Горна Оряховица и носител на „Златна лира“ от Съюза на музикалните дейци. Творческата и приятелска връзка на хора със състави от Енепетал – Германия става причина градът да бъде обект на дарителство и помощи в размер над 1 000 000 лева.
Репертоарът на хор „Славянско единство“ включва стотици заглавия, представящи различни стилове, исторически епохи и културни традиции – от източноправославна и католическа духовна музика до госпъл и фолклорни обработки с различна национална специфика. В последните години хорът насочва интереса си към популярната песенна култура, изпълнявайки и съвременни аранжименти на популярни класически и традиционни творби.
Записи: радио „София“, радио „Кьолн“, Би Би Си – Лондон, радио „Белград“, радио „Шабле“ – Монтрьо, TV ORF2 и два компактдиска.
Художественото ръководство на състава включва имената на двама млади талантливи музиканти – Снежина Врангова–Петкова и Антон Благоев, чийто екип с диригента дава високи творчески резултати.
През школата „Славянско единство“ в последните 15 години преминават 17 деца, които завършват висше музикално образование и професионално се занимават с пеене или педагогическа дейност. Открояват се имената на Росен Кръстев – бас, солист в студията на Staatoper Berlin, Илия Илиев – бас, Мариан Костадинов – баритон, Мая Йорданова – сопран.
„Славянско единство“ извоюва своето място между най-добрите български хорово-изпълнителски колективи и спечели уважението на приятелите на хоровата песен. Неговият ръководител Донка Копринкова се нарежда между най-талантливите диригенти в страната.
Фолклорен ансамбъл „Сидер войвода“
През 1953 година група ентусиазирани младежи-самодейци, служители към бившия околийски народен съвет, под ръководството на Иван Белчев и подпомогнати от ръководството на съвета, обладани от много жар и любов към народните песни и танци положиха основите на малък самодеен колектив за народни песни и танци.
Зареждат се дни на неуморна творческа работа, дни на постоянно търсене пътя за развитие на тази нова форма на народното песенно и танцово изкуство. Единственият пример за подражание беше създадения Държавен ансамбъл за песни и танци с главен художествен ръководител Филип Кутев.
Годините от 1954 до 1956 г. са етап на „възмъжаване“, когато с попълнени състави, с по-голям опит и по-зряло художествено виждане и разбиране ансамбълът изнася над осемдесет концерта във Велико Търново, Габрово, Дряново, Павликени. В края на 1955 г. за първи път излиза извън пределите на окръга с концерти в Русе и Пловдив. Тези прояви привличат вниманието на народния артист Филип Кутев. Преценил потенциалните възможности на ансамбъла, той проявява не само интерес, а оказва и конкретна методическа помощ.
От 1963 година ансамбълът носи името на българския революционер Сидер Грънчаров, роден в Горна Оряховица, дал живота си в борбата за освобождението на България от османско владичество.
Придобил солидна художествена подготовка като състав вече на Народно читалище „Напредък“, ансамбълът навлиза в зрелия си период – период на възход и значителни артистични изяви. Трудно е да се проследи цялостно огромната дейност на ансамбъла през последните 60 години. Тя се изразява в концерти в България и в чужбина, участия в конкурси, фестивали, в обществени празници, юбилеи, чествания. Навсякъде е посрещан с интерес и радост и оставя трайни впечатления на желан и обичан състав. Забележително е участието на ансамбъла във Втория, Третия, Четвъртия, Петия, Шестия и Седмия републикански фестивал на художествената самодейност, на които завоюва най-високи награди, израз на утвърждаването му като един от най-добрите състави в страната ни.
Вълнуващ момент в живота на ансамбъла е двукратното му участие във фестивала „Варненско лято“ заставайки сред най-изтъкнатите художествени състави.
През 1970 г. ансамбълът посещава фестивала в град Агридженто на остров Сицилия, Италия. От там колективът се завръща с купата на президента на острова и купата на град Шиака.
При турнето в Тунис през 1973 г. за участие в Международния фестивал в град Картаген ансамбълът е удостоен със златен медал.
През 1976 г. участва в Балканския фестивал в Охрид.
1996 г. – Участие в международния фолклорен фестивал в гр. Агридженто, Италия печели наградата на публиката.
1999 г. – участва в международния конкурс в гр. Барселона. Заема 3-то място при танците и 5-о място в хоровия конкурс.
През 2002 г. – Участва в международен фолклорен конкурс в гр. Бююкчекмедже, Турция, където заема 1-во място.
2003 г. – участва в националния конкурс за камерни танци – Горна Оряховица и взема специалната награда на Община Горна Оряховица.
2003 г. – по случай 50-годишнината на състава е удостоен със „Златна лира“ от съюза на музикалните и танцови дейци.
2005 г. – участва в националния конкурс за камерни танци – Горна Оряховица и заема първо място.
2007 г. – участва в националния конкурс за камерни танци – Горна Оряховица и взема специалната награда на Община Горна Оряховица.
Самодейците от „Сидер войвода“ са направили записи в Българската телевизия и в телевизиите на Полша, Унгария, Дания, Югославия и др. И навсякъде се увеличават приятелите на нашата народна песен, на нашите танци, на българския фолклор.
Успехите на ансамбъла до голяма степен се дължат на самобитния облик на неговата творческа дейност. Колективът има ясна цел и очертан път на нашенското, местното, мизийското в танца, музиката и костюма.
Вещото познаване на българския фолклор и умението той да се интерпретира и усъвършенства художествено довеждат до оригиналното пресъздаване на прекрасните танци „Еленска ръченица“, „Русалци“, „Буйник“, „Варненски танц“, „Крайдунавски танц“, „Трифон Зарезан“ и др., оркестровите и хоровите разработки „Хайдушка сюита“, „Момина раздяла“, „Вила се е лоза“, „Тъкми се, либе“ и десетки други.
За художествено творческото израстване на ансамбъла свой дял имат композитори хореографи и диригенти като: Филип Кутев, Маргарита Дикова, Кирил Стефанов, Кирил Харалампиев, Кирил Дженев, Георги Бояджиев, Методи Кутев, Христо Тодоров, Борис Вълков, Димитър Димитров, Димитър Динев, Николай Пефев, Иван Вълев, Николай Кауфман, Георги Хинов, Милчо Василев и др.
За тази огромна творческа дейност, за големите художествени успехи постижения и отличия, завоювани постоянно на многобройните прегледи и фестивали, най-голям дял се пада на неговото художествено ръководство в лицето на всички художествени ръководители:
За високи художествени постижения в самодейното изкуство ансамбъл „Сидер войвода“ е обявен за „Представителен“. През 1973 г. е награден с орден „Кирил и Методий“ – II степен.
С голям успех е съпътствувано участието на ансамбъла в националните конкурси за камерни танци провеждани в гр. Горна Оряховица, на които получава високи отличия.
Към големия художествен актив на ансамбъла трябва да се прибавят успешните участия в Окръжния събор на народното творчество и бит Велико Търново, в Международния фолклорни фестивали в Бургас, Велико Търново, в Добруджанските и Търговищките фолклорни дни, в “Празника на розата“ в Казанлък. За шестдесет години ансабъл „Сидер войвода“ е имал много турнета в чужбина и участия в международни фестивали в СССР, Югославия, Полша, Холандия, Дания, Швеция, Турция, Италия, Испания, Португалия и др.
От деня на своето създаване до днес ансамбълът провежда широка концертна дейност. По села и градове, по събори и фестивали, в България и извън нея. Ансамбълът е изнесъл над 3500 концерта пред повече от 3 500 000 зрители.
Носител е на 21 златни медала от национални фестивали и конкурси.
Посетил е над 20 страни в Европа, Азия и Африка.
Младежки театър „Алтернатива“ е наследник на богатата театрална традиция от създадения през 1870 г. театър. Преминал през бурните години на възраждането, ръководен от будни българи, оставили светла диря в над 140-годишната история на театъра.
В този си вид формацията съществува от 1990 г. Младежки театър „Алтернатива“ – Г. Оряховица с художествен ръководител Симеон Христов е обединение на любителите на театралното изкуство и радетелите на културата. Дейността му е свързана с осмисляне на свободното време на хората в Г. Оряховица чрез различните театрални формации. В дейността си използва различни театрални прийоми – от класически театър през ултравиолет и театър на сенките, детски спектакли и интермедии, до уличен театър и ходене с кокили. Младежката група развива младежката инициатива и подпомага младите хора на града и общината. След направените многобройни обмени, театърът натрупа положителен опит в своята работа като започна активно да подпомага сродните си партньори не само в областта на театралната дейност, но и в умение при осъществяване на младежки контакти. С театъра работят професионални художници и музиканти – доброволци, подпомагащи любителското театрално изкуство.
От 2006 година след съвместен тренинг в Австрия групата работи по метода на Гали (театър на чувствата) за решаване на наболели социални проблеми, а от 2007 година работят и чрез форум театър. Към театъра активно работят и доброволци от европейската общност Белгия, Германия (Хановер), Лайпциг, Ерфурт, Литва, Австрия, Украйна, Франция, Турция и др.
Подпомага младежи в неравностойно положение и чрез изкуството ги социализира в обществото. Работи по международни програми. Разширява възможностите за международни контакти и знания за Европейската общност. Осъществяват основните цели на формированието – да изгради мост между любителската и професионалната сфера на изява на личността, чрез осмисляне свободното време и да допринася с информация, чрез комуникация, свободен обмен на идеи и знания, с действия и пример за по-добро разбиране на начина на живот за „другия“. Доказва силата на изкуството за развитие на индивида. Над 15 възпитаници на театъра са и действащи актьори и режисьори.
За израстването на групата в сферата на гражданското образование и дейност, активна помощ оказва фондация „Бизнес и образование“ – София, Обединението на неправителствените организации от Горна Оряховица преподаватели от Софийския университет, писателите Стефан Цанев, Васил Станилов и други.
Благодарение на реализираните проекти, театърът гастролира в Швеция, Испания, Германия, Полша, Чехия, Турция, Словакия, Италия и др. Поддържат се контакти с театрални групи от Италия, Испания, Швеция, Унгария, Белгия, Гърция, Португалия, Словения, Румъния, Германия, Турция, Полша, Чехия, Русия, Литва, Украйна и много други в над 25 страни.
Вокален състав „Нова музика“ с ръководител Аделина Колева има в колекцията си 5 Гран при от:
- Международен конкурс „Светът в музика“ – Албена – Фивицано – Италия;
- Международен конкурс „Звезди над Дунав“ – Силистра;
- Супер Гран при от Световния конкурс „Орфей в Италия“ – Венеция 2008 г., връчено лично от генерал Ангел Марин, вицепрезидент на Р България;
- Международен детски фестивал на изкуствата „Трикси“, Балчик 2009 г.;
- Национален конкурс „Сезони“ Бургас 2011 г. на Boys трио при ВС „Нова музика“.

Първа награда от:
- Националния конкурс „Магията на песента“ – Търговище 2004 г.
- Национален конкурс „Тракийска лира“ Стара Загора 2009 г.
- Национален конкурс „Нота по нота“ Пазарджик 2011 г.
- I Международен конкурс „Нова Музика“ – 2006 г. и Специална награда на Кмета на Община Горна Оряховица.
- II Международен конкурс „Нова Музика“ – 2007 г. и Специална награда на Кмета на Община Горна Оряховица.
- Диплом за изключителен принос в дейността на НЧ „Напредък 1869“ 2008 г.

Международни участия в Италия, Гърция, Турция, Румъния, Кипър и др.
Огромен брой концерти, благотворителни изяви, ТВ, шоу програми.
Самостоятелни концерти и участия в концертните прояви на Биг бенда на Българското национално радио.
Беквокална група на:
- Юбилейния концерт „Съдба“ на Мими Иванова и Развигор Попов в Зала 1 на НДК.
- Юбилейния концерт на Петя Буюклиева – „Жена на всички времена“ в зала 1 на НДК.
- Нели Рангелова в реалити шоуто „Bailando – сцена на мечтите“ по Нова телевизия.

ВС „Нова музика“ е участник в ежемесечните прояви на Литературна гостоприемница под егидата на Надежда Захариева:
Концерти във връзка представяне творчеството на Дамян Дамянов, Петър Караангов, Богдана Карадочева и Стефан Димитров, Донка Петрунова, Найден Вълчев и др.
ВС „Нова музика“ е един от инициаторите за създаването на Международния конкурс за изпълнители на популярна песен „Нова Музика“ Горна Оряховица, който през 2012 г. успешно реализира своето VII издание.
Една от последните инициативи на състава е турне в градове от страната, заедно с възпитаници на Аделина Колева от вокален клас „поп и джаз пеене“ на Националното музикално училище „Л. Пипков“, София, балетите при читалище „Напредък – 1869“ „Грация“ и „Калина“ и звездата на българската поп музика – Мариана Попова.
Изключително успешно бяха осъществени концертите през 2011 г. в градовете Разград и Златарица, а през 2012 и в Кюстендил. Предстоят концерти в Елена, Стражица и Добрич.
Трудно се изброяват всичките успехи на съставите при читалището и техните ръководители, които отдавна са прекрачили границите на самодейното изкуство и с професионализма си отново доказват завоюваните позиции на читалището и града в областта на музиката, театъра и танца и словото. Ето част от тях постигнати през периода 2010 – 2012:
На 1 ноември 2010 г. на входа на сградата на читалището тържествено бе монтиран гербът на читалище “Напредък 1869″. Тази инициатива на екипа на читалището бе по повод Деня на народните будители. Гербът е по проект на Горнооряховския художник Кирил Иринчев.
През 2010 г. хор „Славянско единство“ и Аделина Колева бяха признати от горнооряховската общественост и местната управа на община Г. Оряховица за „Будител на годината“.
Маестро Донка Копринкова бе удостоена със „Златна лира“ от Съюза на музикалните дейци (СМД) по предложение на Кмета и неговия екип в сферата на културата при Община Горна Оряховица през ноември 2012 г.
Хор „Славянско единство“ и маестро Донка Копринкова защитиха отлично българската музикална чест на Шестия международен хоров фестивал в Жерзà, Франция 2011 г. и на IV Международен хоров фестивал „Анталия 2012“, където спечелиха втора награда, без присъдена първа и наградата за най-добър диригент на фестивала, връчена на маестро Донка Копринкова.
Възпитаниците на Аделина Колева от Вокален състав „Нова музика“ се пребориха и станаха победители в национални и международни телевизионни формати „Гласът на България“, Х-фактор и детска песен на Евровизия. Стелияна Христова, Иван Иванов и Богомил Бонев превърнаха Горна Оряховица в музикална столица на България.
Стелияна Христова спечели приз Гласът на България за 2011 г. През 2012 г. Стелияна записа първата си песен „Пътят“, с която достигна до финала за избор на българската песен в „Евровизия“.
Иван Иванов, беквокалистите Йоана Маринова и Михаела Маринова станаха победители в Националната детска евровизия 2011 и класираха България на осмо място на конкурса „Детска песен Евровизия 2011" в Ереван, Армения.
Богомил Бонев стана вторият български Х-фактор за 2011, а през 2012 г. участва в много музикални шоу-програми, телевизионни предавания и записа нова песен и клип към нея „Спри“. Парчето е дело на екип от международни композитори и е написано специално за Богомил. Песента носи провокативното име „Спри" – автор на текста е Гери Турийска. Режисьори на видеоклипа са Атанас Генов и Евгени Тодоров и със специалното участие на фрийрън формация Zero Gravity и танцьорите от Dance Zone Studio.
Десислава Златева стана световен претендент в грандиозния проект на AVON VOISES и достигна до втори кръг на конкурса през 2011.
През 2012 г. Аделина Колева бе титулувана почетен гражданин на град Горна Оряховица.
Още едно отличие за Аделина Колева – през март 2012 г. тя стана четвъртият носител на вече традиционната награда на ВМРО „Ряховски меч“. Отличието се връчва за принос към развитието и популяризирането на Горна Оряховица.
Младежки театър „Алтернатива“ с ръководител Симеон Христов през 2011 г. реализира постановките „Ъндърграунд“ от Христо Бойчев и „Най-чудното чудо“ по Стефан Цанев, а през 2012 г. – Районна болница“ от Христо Бойчев и „Не-зависимите“ с автор Лилия Христова, които зарадваха деца и тийнеджъри и техните родители. През 2012 г. Младежки театър „Алтернатива“ стана посланик на Горна Оряховица и присъедини града към движението ФАМИЛАТЛОН.
Участието на Фолклорен ансамбъл „Сидер войвода“ с главен художествен ръководител Георги Петров в Международния фолклорен фестивал в гр. Шумперк – Чехия 2011 г. и в Международния фолклорен фестивал в гр. Истанбул – Турция през септември 2012 г.
Многобройни награди и златни, сребърни и бронзови медали и купи донесоха от конкурси в града, страната и чужбина – клуб по спортни танци „Ксани денс“ с треньор Николинка Колева, балет „Калина“ с худ. ръководител Калинка Генова и балет „Грация“ с худ. ръководител Соня Георгиева.
С нови стихостбирки, Алманах във връзка със 140 години от обявяването на Г. Оряховица за град и сборник стихове „Листопад на спомените“, зарадваха и поетите от Творческо литературна група „Асен Разцветников“.
Две първи награди от ХIII издание на фестивала „Мара Врачанка 2012“ – гр. Враца за изпълнителите на стари градски песни „Очарование“ с ръководител Стефка Аргирова. Наградите са присъдени за най-добър сценичен костюм и най-добро групово изпълнение.

## Читалището днес
Целите на читалище „Напредък 1869″ са да задоволява потребностите на гражданите, свързани с:
- 1. Развитие и обогатяване на културния живот, социалната и образователна дейност в гр. Горна Оряховица и региона.
- 2. 3апазване на обичаите и традициите на българския народ.
- З. Развиване на творческите способности, разширяване на знанията на гражданите и приобщаването им към ценностите и постиженията на науката, изкуството и културата.
- 4. Създаване на условия за общуване между хората, възпитаване и утвърждаване на националното самосъзнание.
- 5. Осигуряване на достъп до информация.
- 6. По-добра материална база и комфорт на читалището.
- 7. Развитие и поддържане на членството ни в национални и международни партньорства и мрежи.
- 8. Осигуряване на финансовата си устойчивост.
- 9. За по-добрия имидж на Г. Оряховица и хората на Горна Оряховица.

## Структура
- Фолклорен ансамбъл „Сидер Войвода“
- Хор „Славянско единство“
- Школа по изкуства
- Детско-юношескиФолклорен ансамбъл „Гусларче“
- Литературна група „Асен Разцветников“
- Група за стари градски песни „Очарование“
- Мъжка певческа група „Георги Измирлиев“